# Norbert Hofer
Norbert Gerwald Hofer, född 2 mars 1971 i Vorau i Steiermark, är en österrikisk politiker och flygingenjör tillhörig det nationalkonservativa, eller högerpopulistiska, österrikiska frihetspartiet, FPÖ, och sedan 2013 andre vice talman i det österrikiska nationalrådet. Hofer har varit engagerad i FPÖ sedan 1994. Hofer går med käpp efter en skärmflygningsolycka år 2003.
Vid presidentvalet i Österrike 2016 var han en av kandidaterna. I första omgången av presidentvalet fick han den största röstandelen med 35% av rösterna och gick därmed vidare till den andra omgången den 22 maj, tillsammans med den oberoende kandidaten Alexander Van der Bellen, tidigare partiledare för de gröna, som fick 21% av rösterna. Efter att andra valomgången ogiltigförklarats i domstol förlorade Hofer omvalet till Van der Bellen.

## Ogiltigförklarat presidentval 2016
I det Österrikiska presidentvalet år 2016 fick Hofer flest röster av alla registrerade kandidater, 35,1 procent, och gick vidare till en andra valomgång. I den andra valomgången förlorade han med röstsiffrorna 49,7 procent för Hofer, mot 50,3 procent för Van der Bellen.
Den 1 juli 2016 ogiltigförklarade den österrikiska författningsdomstolen presidentvalet grundat på de fel som förekommit i valprocessen. Överklagan angående fel gällde, bland annat, att poströster som i slutändan avgjorde valet till Van der Bellens fördel öppnades redan innan vallokalerna stängts. Vidare räknades rösterna av personer som inte var behöriga, och det fanns fall där icke röstberättigade, så som underåriga och utlänningar, kunnat rösta. De fel som begått ansågs vara så allvarliga att valet ogiltigförklarades.
När den sittande förbundspresidenten avgick, den 8 juli 2016, övertogs förbundspresidentsämbetet av ett statschefskollegium bestående av nationalrådets talman, förste vice talman och andre vice talman. Norbert Hofer, i egenskap av tredje vice talman, kom därför att tillsammans med sina talmanskolleger utöva statschefsämbetet i Österrike fram till dess Van der Bellen tillträdde som nyvald president. 
Nytt presidentval skulle först hållas den 2 oktober 2016. Då kuverten för valsedlar visade sig ha så svag lim att de riskerade att gå att öppna obemärkt ändrades valdagen till den 4 december 2016. Inrikesminister Wolfgang Sobotka (ÖVP) och utrikesminister Sebastian Kurz (ÖVP) föreslog bägge att OSSE skulle postera valobservatörer i alla de valdistrikt där felaktigheterna begåtts.
I valet den 4 december förlorade Hofer slutligen med röstandel 46,21 procent mot Van der Bellens 53,79 procent.